# Eutiqui de Constantinoble
|  | No s'ha de confondre amb Eutiques de Constantinoble. |

Eutiqui (Theium, Frígia, 512 - Constantinoble, 6 d'abril de 582) va ser un monjo romà d'Orient, patriarca de Constantinoble. És venerat com a sant per diverses confessions cristianes, per catòlics i ortodoxos, els primers en celebren la festa el 5 d'abril mentre que a orient se celebra el dia 6. Va ser sebollit a l'altar major de l'Església dels Sants Apòstols. Avui, el crani es conserva al Monestir de Khilandar del Mont Atos.

## Biografia
Nascut a Frígia, era fill d'Alexandre, general de Belisari. Prengué l'hàbit de monjo als 30 anys a la ciutat d'Amasia. A la mort del patriarca Menes I, va ser cridat a Constantinoble; a la capital va destacar en algunes controvèrsies teològiques i l'emperador Justinià I el va nomenar patriarca el 553. El mateix any va presidir un sínode, el Concili de Constantinoble II per tractar el cisma tricapitolí.
En la Nit de Nadal de l'any 563 consagrà l'església de Santa Sofia, que havia estat restaurada després dels danys causats pel terratrèmol del 558. El 564 es va enfrontar amb l'emperador Justinià I, que havia adoptat les doctrines aftartodocetistes, perquè va refusar donar el seu acord a un decret sobre la incorruptibilitat del cos de Crist abans de la resurrecció. El 22 de gener de 565, mentre es preparava per dir missa, va ser detingut i confinat al monestir de Choracudis. Després va ser enviat al de Sant Osies de Calcedònia. L'emperador convocà una assemblea de prelats i, basant-se en acusacions infundades, el va fer destituir, fent-lo exiliar a l'illa de Principus i finalment al seu monestir d'Amasia, on va viure dotze anys.

Monestir de Khilandar, on hi ha el crani del sant.

L'emperador Justí II el va restaurar el 578 i va arribar a la seva seu entre les aclamacions del poble. Segons les cròniques, la gentada que assistí a la missa de restauració del patriarca era tan gran que es veié obligat a donar la comunió durant sis hores, ja que tots els assistents volien rebre-la de les seves mans. Va conservar el càrrec fins al 585 en què va morir amb 73 anys. Els últims anys de la seva vida va dubtar de la resurrecció de la carn, fins que el papa romà Gregori I el va tornar a l'ortodòxia poc abans que Eutiqui morís.
Es conserva una carta seva, dirigida al Papa Vigili I en ocasió del seu nomenament, el 553. Va escriure també algun tractat però la seva obra s'ha perdut, llevat d'alguns fragments, com el d'una obra sobre el Llibre d'Ester.